# Női 4 × 100 méteres váltófutás a 2024. évi nyári olimpiai játékokon
A 2024. évi nyári olimpiai játékokon az atlétika női 4 × 100 méteres váltófutás versenyszámának előfutamait augusztus 8-án, döntőjét augusztus 9-én rendezték a Párizsban a Stade de France-ban. Az aranyérmet az amerikai csapat nyerte.
Ez a versenyszám 23. alkalommal szerepelt az olimpiai programban.

## Rekordok
A versenyt megelőzően a következő rekordok voltak érvényben:
| Világrekord                  | Egyesült Államok (USA) · Tianna Madison, Allyson Felix, Bianca Knight, Carmelita Jeter | 40,82 | London, Egyesült Királyság | 2012. augusztus 10. |
| Olimpiai rekord              | Egyesült Államok (USA) · Tianna Madison, Allyson Felix, Bianca Knight, Carmelita Jeter | 40,82 | London, Egyesült Királyság | 2012. augusztus 10. |
| Világ legjobb idei eredménye | Nagy-Britannia (GBR) · Dina Asher-Smith, Imani Lansiquot, Amy Hunt, Daryll Neita       | 41,55 | London, Egyesült Királyság | 2024. július 20.    |

## Eredmények
Az időeredmények másodpercben értendők. A rövidítések jelentése a következő:
| - WR: világrekord - OR: olimpiai rekord - AR: kontinens rekord - NR: országos rekord | - SB: 2024-ben az addigi legjobb eredménye - Q: helyezés alapján továbbjutott - q: időeredmény alapján továbbjutott - DQ: kizárták |

### Előfutamok
Minden előfutam első három helyezettje automatikusan a döntőbe jutott. Az összesített eredmények alapján további két csapat jutott a döntőbe.
| H  | Pálya | Nemzet           | Versenyzők                                                                      | Eredmény | Mj    |
| -- | ----- | ---------------- | ------------------------------------------------------------------------------- | -------- | ----- |
| 1. | 6     | Egyesült Államok | Melissa Jefferson, Twanisha Terry, Gabrielle Thomas, Sha'Carri Richardson       | 41,94    | Q     |
| 2. | 7     | Németország      | Sophia Junk, Lisa Mayer, Gina Lückenkemper, Rebekka Haase                       | 42,15    | Q, SB |
| 3. | 2     | Svájc            | Salomé Kora, Sarah Atcho-Jaquier, Léonie Pointet, Mujinga Kambundji             | 42,38    | Q, SB |
| 4. | 5     | Ausztrália       | Ella Connolly, Bree Masters, Kristie Edwards, Torrie Lewis                      | 42,75    |       |
| 5. | 8     | Lengyelország    | Magdalena Niemczyk, Krystsina Tsimanouskaya, Magdalena Stefanowicz, Ewa Swoboda | 42,86    |       |
| 6. | 4     | Olaszország      | Zaynab Dosso, Dalia Kaddari, Irene Siragusa, Arianna De Masi                    | 43,03    |       |
| –  | 3     | Belgium          | Rani Vincke, Rani Rosius, Elise Mehuys, Delphine Nkansa                         | DQ       |       |
| –  | 9     | Elefántcsontpart | Murielle Ahouré-Demps, Jessika Gbai, Maboundou Koné, Marie Josée Ta Lou-Smith   | DQ       |       |

| H  | Pálya | Nemzet             | Versenyzők                                                                | Eredmény | Mj    |
| -- | ----- | ------------------ | ------------------------------------------------------------------------- | -------- | ----- |
| 1. | 7     | Nagy-Britannia     | Bianca Williams, Imani Lansiquot, Amy Hunt, Desiree Henry                 | 42,03    | Q     |
| 2. | 6     | Franciaország      | Orlann Oliere, Gémima Joseph, Hélène Parisot, Chloé Galet                 | 42,13    | Q     |
| 3. | 9     | Jamaica            | Alana Reid, Kemba Nelson, Shashalee Forbes, Tia Clayton                   | 42,35    | Q, SB |
| 4. | 8     | Kanada             | Sade McCreath, Jacqueline Madogo, Marie-Éloïse Leclair, Audrey Leduc      | 42,50    | q, NR |
| 5. | 5     | Hollandia          | Isabel van den Berg, Marije van Hunenstijn, Minke Bisschops, Tasa Jiya    | 42,64    | q     |
| 6. | 4     | Nigéria            | Justina Tiana Eyakpobeyan, Favour Ofili, Rosemary Chukwuma, Tima Godbless | 42,70    | SB    |
| 7. | 3     | Spanyolország      | Sonia Molina-Prados, Jaël Bestué, Paula Sevilla, María Isabel Pérez       | 42,77    | SB    |
| 8. | 2     | Trinidad és Tobago | Akilah Lewis, Sole Frederick, Sanaa Frederick, Leah Bertrand              | 43,99    |       |

### Döntő
| H     | Pálya | Nemzet           | Versenyzők                                                                | Eredmény | Mj |
| ----- | ----- | ---------------- | ------------------------------------------------------------------------- | -------- | -- |
| Arany | 5     | Egyesült Államok | Melissa Jefferson, Twanisha Terry, Gabrielle Thomas, Sha'Carri Richardson | 41,78    | SB |
| Ezüst | 8     | Nagy-Britannia   | Dina Asher-Smith, Imani-Lara Lansiquot, Amy Hunt, Daryll Neita            | 41,85    |    |
| Bronz | 7     | Németország      | Alexandra Burghardt, Lisa Mayer, Gina Lückenkemper, Rebekka Haase         | 41,97    | SB |
| 4.    | 6     | Franciaország    | Orlann Oliere, Gémima Joseph, Hélène Parisot, Chloé Galet                 | 42,23    |    |
| 5.    | 4     | Jamaica          | Alana Reid, Kemba Nelson, Shashalee Forbes, Tia Clayton                   | 42,29    | SB |
| 6.    | 3     | Kanada           | Sade McCreath, Jacqueline Madogo, Marie-Éloïse Leclair, Audrey Leduc      | 42,69    |    |
| 7.    | 2     | Hollandia        | Isabel van den Berg, Marije van Hunenstijn, Minke Bisschops, Tasa Jiya    | 42,74    |    |
| –     | 9     | Svájc            | Salomé Kora, Sarah Atcho-Jaquier, Léonie Pointet, Mujinga Kambundji       | DQ       |    |